# Stiafhængighed
Stiafhængighed er et begreb fra samfundsvidenskaberne, der særligt benyttes indenfor forskningstraditionen Historisk Institutionalisme. 
Stiafhængihed defineres som en positiv feedback proces hvor resultaterne af et kritisk øjeblik udløser feedback mekanismer, som forstærker forekomsten af et bestemt mønster langt ind i fremtiden . 
For at forstå begrebet kan man forestille sig udviklingen af videoafspilleren. Dette nye produkt kunne i 1980’erne have udviklet sig i en række forskellige retninger, kunne være gået ned ad en række forskellige stier. Men hver gang markedet stod ved en skillevej og valgte at gå ned ad en bestemt sti (i dette tilfælde Betamax eller VHS) blev det sværere at vende om eller ændre kurs.
Et andet eksempel kunne være en færge, der får fart på. I starten går det langsomt og det er let at manøvrere. Men som farten stiger, tager det længere og længere tid at ændre kurs og til sidst er det kun muligt at ændre sin kurs med meget store omkostninger til følge.

## Fodnoter
1. ↑  Pierson, Paul & Skocpol, Theda. 2002. “Historical Institutionalism in Contemporary Political Science”, in Ira Katznelson & Helen V. Milner (eds). Political Science: State of the Discipline. New York: W.W. Norton: 693-721.